# Josef Tuulse
Josef Tuulse, född den 25 augusti 1979 i Väddö, är en svensk kompositör och ljuddesigner, som är bosatt i Stockholm där han även är verksam.
Han har varit yrkesverksam inom film- och tv-produktion sedan 90-talet, är utbildad musikproducent och har en examen inom filmljud och filmmanus från Dramatiska Institutet (numer STDH). Han har bland annat komponerat filmmusik till Det svider i hjärtat, I rymden finns inga känslor och
Hur många lingon finns det i världen.

## Filmografi

### Musik
- Berusningsstudie 2:3 (2006)
- Det svider i hjärtat (2007)
- En sak som hände på Öbacka (2007)
- Allt som inte syns (2008)
- Lägg M för mord (2008)
- Jenny ger igen (2009)
- I Rymden Finns Inga Känslor
- Hur många lingon finns det i världen
- My life my lesson
- Lost in Stångby

### Ljudtekniker
- Lasermannen (2005)
- Nära huden (2005)
- Berusningsstudie 2:3 (2006)
- Stilla natt (2006)
- Iskariot (2008)
- Rallybrudar (2008)
- Jenny ger igen (2009)
- I rymden finns inga känslor
- Hur många lingon finns det i världen
- Lost in Stångby
- Min bror kollokungen

### Ljuddesign
- En sak som hände på Öbacka (2007)

### Ljudläggning
- Nära huden (2005)
- Frostbiten (2006)
- Det svider i hjärtat (2007)

### Mixning
- Det svider i hjärtat (2007)
- Handläggare P327JUM (2008)
- Vampyrer (2008)
- Bekas
- My life my lesson